# Canton de Rozoy-sur-Serre
Le canton de Rozoy-sur-Serre est une ancienne division administrative française située dans le département de l'Aisne et la région Picardie.

## Géographie
Ce canton a été organisé autour de Rozoy-sur-Serre dans l'arrondissement de Laon. Son altitude varie de 92 m (Dizy-le-Gros) à 261 m (Brunehamel) pour une altitude moyenne de 160 m.

## Histoire

### Révolution française

Carte du canton de Rozoy-sur-Serre en 1790.

Le canton est créé le 18 février 1790 sous la Révolution française,. Le canton a compté 19 communes avec Rozoy-sur-Serre pour chef-lieu : Archon, Les Autels, Berlise, Brunehamel, Chéry-lès-Rozoy, Cuiry-lès-Iviers, Dagny-Lambercy, Dohis, Dolignon, Grandrieux, Montloué, Morgny-en-Thiérache, Noircourt, Parfondeval, Résigny, Rouvroy-sur-Serre, Rozoy-sur-Serre, Sainte-Geneviève et Soize. Il est une subdivision du district de Laon qui disparait le 5 Fructidor An III (22 août 1795).
Le nombre de communes reste stable pendant la période révolutionnaire. Lors de la création des arrondissements par la loi du 28 pluviôse an VIII (17 février 1800), le canton de Rozoy-sur-Serre est rattaché à l'arrondissement de Laon.
L'arrêté du 3 vendémiaire an X (25 septembre 1801) entraine un redécoupage des cantons du département. Celui de Rozoy-sur-Serre n'est pas conservé. L'ensemble des 19 communes du canton de Rozoy-sur-Serre rejoignent celui de Montcornet.

### 1804 - 2015
Le canton est recréé le 24 ventôse an XII (14 mars 1804) avec la décision de transférer le chef-lieu du canton de Montcornet à Rozoy-sur-Serre,. Il est composé de 28 communes avec Rozoy-sur-Serre comme chef-lieu : Archon, Les Autels, Berlise, Brunehamel, Chaourse, Chéry-lès-Rozoy, Clermont-les-Fermes, Cuiry-lès-Iviers, Dagny-Lambercy, Dizy-le-Gros, Dohis, Dolignon, Grandrieux, Lislet, Montcornet, Montloué, Morgny-en-Thiérache, Noircourt, Parfondeval, Renneval, Résigny, Rouvroy-sur-Serre, Rozoy-sur-Serre, Sainte-Geneviève, Soize, Vigneux, La Ville-aux-Bois-lès-Dizy et Vincy-Reuil-et-Magny.
En 1872, la commune de Raillimont est créée par le démembrement de Rouvroy-sur-Serre, portant le nombre de communes à 29. En 1883, Le Thuel est érigé en commune par le démembrement de Noircourt. Le canton passe de 29 à 30 communes avant mars 2015. En 1897, Vigneux prend le nom de Vigneux-Hocquet.

### Redécoupage de 2015
Un nouveau découpage territorial de l'Aisne entre en vigueur en mars 2015, défini par le décret du 21 février 2014 , en application des lois du 17 mai 2013 (loi organique 2013-402 et loi 2013-403). Les conseillers départementaux sont, à compter de ces élections, élus au scrutin majoritaire binominal mixte. Les électeurs de chaque canton élisent au Conseil départemental, nouvelle appellation du Conseil général, deux membres de sexe différent, qui se présentent en binôme de candidats. Les conseillers départementaux sont élus pour 6 ans au scrutin binominal majoritaire à deux tours, l'accès au second tour nécessitant 12,5 % des inscrits au 1er tour. En outre la totalité des conseillers départementaux est renouvelée. Ce nouveau mode de scrutin nécessite un redécoupage des cantons dont le nombre est divisé par deux avec arrondi à l'unité impaire supérieure. Dans l'Aisne, le nombre de cantons passe ainsi de 42 à 21. Le canton de Rozoy-sur-Serre ne fait pas partie des cantons conservés du département.
Le canton disparait lors des élections départementales de mars 2015. L'ensemble des communes du canton est regroupée celui de Vervins.

## Représentation

### Conseillers généraux de 1833 à 2015
| Période | Période      | Identité                              | Étiquette                 | Qualité |
| ------- | ------------ | ------------------------------------- | ------------------------- | --- |
| 1833    | 1845         | Louis Prosper Desabes                 | Opposition dynastique     | Notaire à Rozoy-sur-Serre, député (1834-1846 et 1848-1849) |
| 1845    | 1870         | Gérard-Adolphe Martin-Vignon          |                           | Notaire - Maire de Rozoy-sur-Serre (1862-1873) |
| 1871    | 1876 (décès) | Pierre Paul Joseph Mérest (1808-1876) |                           | Notaire à Rozoy-sur-Serre |
| 1876    | 1892 (décès) | Paul Sandrique                        | Union républicaine        | Avocat à la Cour de Paris, Brunehamel Ancien secrétaire de Léon Gambetta Député (1885-1889) |
| 1892    | 1896 (décès) | Philippe Cuissart                     | Gauche                    | Instituteur puis inspecteur primaire Député (1893-1896) |
| 1897    | 1906 (décès) | Ernest Brasseur                       | Rad.                      | Négociant - Maire de Brunehamel (1892-1900), conseiller d'arrondissement |
| 1906    | 1907         | Henri Plista                          | Républicain Progressiste  | Maire de Brunehamel (1900-1908) |
| 1907    | 1919         | Ernest Ganault                        | GR                        | Médecin à Montcornet Député (1910-1919) |
| 1919    | 1933 (décès) | Louis Théophile Pétrot                | RG                        | Notaire Maire de Vincy-Reuil-et-Magny |
| 1934    | 1940         | René Listre                           | Républicains indépendants | Industriel Maire de Montcornet (1936-1939 et 1946-1953) Nommé membre de la Commission administrative départementale en 1941                                                                                      |
|         |              |                                       |                           | |
| 1943    | 1945         | Louis Petit (1882-1948)               |                           | Agriculteur, boucher Maire de Montcornet (1940-1945) Membre de la Commission administrative départementale (1941-1943) Nommé conseiller départemental en 1943 Déclaré inéligible en 1944, mesure relevée en 1945 |
|         |              |                                       |                           | |
| 1945    | 1948 (décès) | Louis Petit                           | Rad.Ind.                  | Ancien maire de Montcornet |
| 1949    | 1951         | Albert Daine                          | DVD                       | Général de division, Chaourse |
| 1951    | 1964         | Jacques Listre                        | DVD                       | Industriel, adjoint au Maire de Montcornet, suppléant du député Guy Sabatier (1962-1967) |
| 1964    | 1982         | Pierre Dufourg                        | CD puis UDF               | Herbager Maire de Brunehamel |
| 1982    | 2008         | Joseph Braem                          | PS                        | Agriculteur Maire de Renneval (1971-1995) puis de Montcornet (1995-2001) |
| 2008    | 2015         | Nicolas Fricoteaux                    | DVD puis UDI              | Professeur d'EPS Maire de Rozoy-sur-Serre Elu en 2015 dans le Canton de Vervins |

### Conseillers d'arrondissement (de 1833 à 1940)
| Période                                  | Période          | Identité                           | Étiquette    | Qualité |
| ---------------------------------------- | ---------------- | ---------------------------------- | ------------ | --- |
| 1833                                     | 1845             | M. Bénard                          |              | Cultivateur à Noircourt                                                                                     |
| 1845                                     | 1848             | M. Bouvry                          |              | Propriétaire à La Ville-aux-Bois-lès-Dizy                                                                   |
|                                          |                  |                                    |              | |
|                                          | 1885 (décès)     | Charles-Alexandre Lefebvre         |              | Cultivateur, maire de Clermont-les-Fermes                                                                   |
|                                          |                  |                                    |              | |
|                                          | 1893 (décès)     | Louis Alfred Constant (1821-1893)  |              | Ancien magistrat, propriétaire à Rozoy-sur-Serre                                                            |
| 1893                                     | 1897 (démission) | Ernest Brasseur (1848-1906)        | Rad.         | Négociant, maire de Brunehamel                                                                              |
| 1904                                     | 1919             | M. Caron                           |              | |
| 1919                                     |                  | M. Petit                           |              | Médecin, conseiller municipal de Montcornet                                                                 |
| 1934                                     | 1940             | Louis-Ambroise Flucher (1881-1940) | Nationaliste | Vétérinaire à Brunehamel                                                                                    |
| 1940                                     |                  |                                    |              | Les conseils d'arrondissement ont été suspendus par la loi du 12 octobre 1940 et n'ont jamais été réactivés |
| Les données manquantes sont à compléter. |                  |                                    |              | |

## Composition
Le canton de Rozoy-sur-Serre a groupé 30 communes et a compté 7 380 habitants en 2012.
| Code Insee | Nom                         | Superficie (km2) | Population (hab.) | Densité (hab./km2) |
| ---------- | --------------------------- | ---------------- | ----------------- | ------------------ |
| 02666      | Rozoy-sur-Serre (Chef-lieu) | 16,53            | 1 023             | 61,89              |
| 02021      | Archon                      | 6,37             | 84                | 13,19              |
| 02038      | Les Autels                  | 5,99             | 75                | 12,52              |
| 02069      | Berlise                     | 6,59             | 123               | 18,66              |
| 02126      | Brunehamel                  | 8,90             | 522               | 58,65              |
| 02160      | Chaourse                    | 18,60            | 526               | 28,28              |
| 02181      | Chéry-lès-Rozoy             | 4,73             | 106               | 22,41              |
| 02200      | Clermont-les-Fermes         | 9,30             | 123               | 13,23              |
| 02251      | Cuiry-lès-Iviers            | 4,79             | 34                | 7,1                |
| 02256      | Dagny-Lambercy              | 10,04            | 138               | 13,75              |
| 02264      | Dizy-le-Gros                | 19,96            | 782               | 39,18              |
| 02265      | Dohis                       | 8,10             | 99                | 12,22              |
| 02266      | Dolignon                    | 3,38             | 55                | 16,27              |
| 02354      | Grandrieux                  | 4,35             | 90                | 20,69              |
| 02433      | Lislet                      | 8,20             | 245               | 29,88              |
| 02502      | Montcornet                  | 5,74             | 1 493             | 260,1              |
| 02519      | Montloué                    | 15,58            | 166               | 10,65              |
| 02526      | Morgny-en-Thiérache         | 6,99             | 104               | 14,88              |
| 02556      | Noircourt                   | 5,45             | 85                | 15,6               |
| 02586      | Parfondeval                 | 10,91            | 145               | 13,29              |
| 02634      | Raillimont                  | 4,90             | 82                | 16,73              |
| 02641      | Renneval                    | 6,82             | 134               | 19,65              |
| 02642      | Résigny                     | 7,83             | 177               | 22,61              |
| 02660      | Rouvroy-sur-Serre           | 3,90             | 41                | 10,51              |
| 02678      | Sainte-Geneviève            | 4,53             | 76                | 16,78              |
| 02723      | Soize                       | 5,91             | 95                | 16,07              |
| 02743      | Le Thuel                    | 7,06             | 176               | 24,93              |
| 02801      | Vigneux-Hocquet             | 13,72            | 279               | 20,34              |
| 02802      | La Ville-aux-Bois-lès-Dizy  | 10,22            | 176               | 17,22              |
| 02819      | Vincy-Reuil-et-Magny        | 11,78            | 126               | 10,7               |

## Démographie
| 1962   | 1968  | 1975  | 1982  | 1990  | 1999  | 2006  | 2007  | 2008  |
| ------ | ----- | ----- | ----- | ----- | ----- | ----- | ----- | ----- |
| 10 102 | 9 750 | 9 085 | 8 734 | 8 022 | 7 670 | 7 589 | 7 603 | 7 583 |

| 2009  | 2010  | 2011  | 2012  | - | - | - | - | - |
| ----- | ----- | ----- | ----- | - | - | - | - | - |
| 7 537 | 7 474 | 7 420 | 7 380 | - | - | - | - | - |